# Franssen Herderscheepiek
Franssen Herderscheepiek is een berg in het district Sipaliwini in Suriname.
De berg is de top van de noordelijke uitloper van het Eilerts de Haangebergte en heeft een hoogte van 822 meter. De berg werd vernoemd naar Alphons Franssen Herderschee, de leider van de Gonini-expeditie (1903). Op de berg ontspringt de Pikin Rio die bij Djoemoe met de Gran Rio samenvloeit tot de Boven-Surinamerivier.